# Oasi naturalistica della catena del monte Hamiguitan
L'oasi naturalistica della catena del Monte Hamiguitan è un'area naturale protetta delle Filippine istituita nel 2003. Nel giugno 2014 l'area è stata inserita tra i Patrimoni dell'Umanità dell'UNESCO.

## Territorio
L'area protetta si estende per 6834 km² e tutela la cordigliera del Monte Hamiguitan, una catena montuosa che attraversa da nord a sud la parte sud-orientale dell'isola di Mindanao (provincia di Davao Oriental). Si dispiega da 75 a 1.637 m di altitudine, ospitando una varietà di ecosistemi che costituiscono l'habitat di una notevole biodiversità floristica e faunistica, con numerose specie esclusive del suo territorio.

## Flora
Nella riserva sono state censite 163 specie di piante endemiche, pari a circa il 5% del totale delle specie endemiche delle Filippine.
Sono rappresentati 5 differenti ecosistemi:
- nella fascia altitudinale tra 75 e 420 m, un tempo ricoperta dalla foresta di bassa quota, dominano attualmente le coltivazioni di noci di cocco e banane; sopravvivono isolati esemplari di Shorea guiso e Shorea polysperma, a testimonianza della foresta primitiva.
- nella fascia altitudinale tra 420 e 920 m prevale la foresta di Dipterocarpaceae, dominata da specie ad alto fusto (Shorea spp., Medinilla spp.) e rampicanti (Smilax spp.).
- dai 920 ai 1160 m si estende la foresta montana, caratterizzata dalla presenza di numerose specie di muschi, licheni e piante epifite. Agathis philippinensis (Araucariaceae) ed altre gimnosperme dominano questa fascia, nella quale si riscontra anche una notevole abbondanza di Nepenthes spp.Un albero della foresta nana di alta quota.
- ad altitudini comprese tra 1160 e 1350 m si sviluppa la tipica foresta nebulosa, con prevalenza di Calophyllum blancoi, Dacrydium elatum, Calamus spp. e Pinanga spp. e grande abbondanza di muschi, che formano folti strati ricoprenti le radici e i tronchi degli alberi. Tra le epifite si registra una prevalenza di Freycinetia spp. (Pandanaceae).
- nelle parti più elevate della catena sorge la foresta nana, dominata da essenze arboree di piccola taglia (Leptospermum spp., Weinmania spp., Elaeocarpus spp. e Dacrydium spp.), con tronchi e rami contorti, con una altezza media di 1.4 m (0.5–2.5 m).
Questa tipologia di foresta ha substrati dominati da rocce ultrabasiche, con alte concentrazioni di ferro e magnesio, sui quali crescono solo un ristretto numero di piante altamente specializzate. Tra di esse le piante carnivore Nepenthes alata, Nepenthes hamiguitanensis e Nepenthes peltata[5] che prediligono i substrati ultrabasici, Scaevola micrantha e altre Scaevola spp., Suregada glomerulata e Ochrosia glomerata.

La maggiore biodiversità si concentra nella foresta montana (462 specie), seguita dalla foresta a dipterocarpaceae (338 specie) e dalla foresta nebulosa (246 specie).
Oltre alle specie summenzionate, altre specie degne di nota sono:
- Agalmyla persimilis
- Aeschynanthus miniaceous
- Alocasia zebrina
- Buchanania nitida
- Calamus merrilii
- Calamus ornatus
- Cinnamomum mercadoi

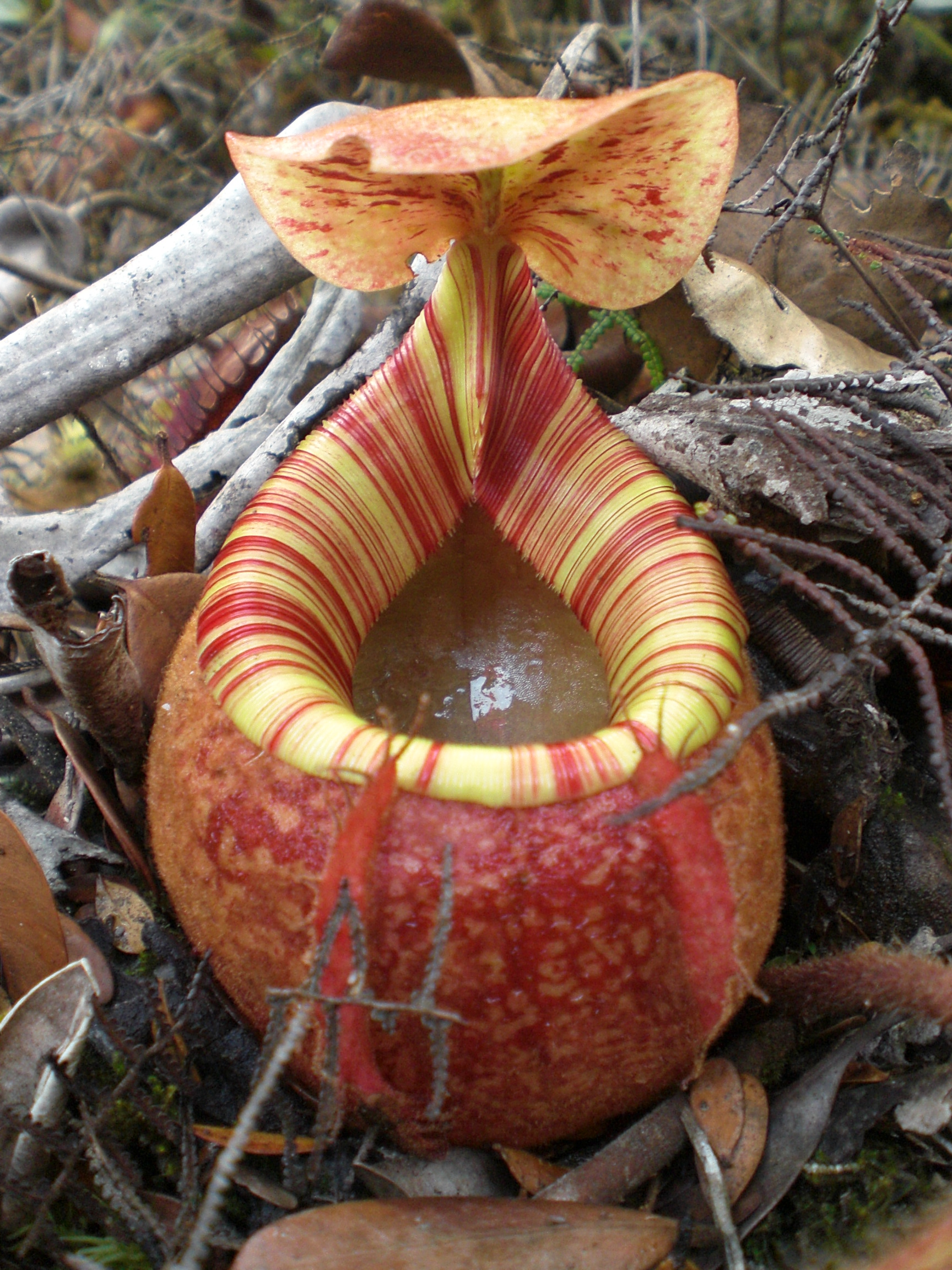
Nepenthes peltata

- Dendrobium sanderae var. surigaense
- Dillenia philippinensis
- Diospyros philippinensis
- Gnetum latifolium
- Mangifera altissima
- Medinilla cumingii
- Medinilla magnifica
- Medinilla malindangensis
- Myristica philippinensis
- Nepenthes argentii
- Nepenthes maxima
- Nepenthes micramphora
- Paphiopedilum adductum
- Paphiopedilum ciliolare
- Platycerium coronarium
- Psilotum nudum
- Psilotum complanatum
- Rhododendron kochii
- Schizaea inopinata
- Schizaea malaccana
- Shorea astylosa
- Shorea contorta
- Shorea negrosensis

## Fauna
La riserva ospita 14 specie di mammiferi, sette delle quali endemiche delle Filippine: il tarsio delle Filippine (Carlito syrichta), il cinghiale delle Filippine (Sus philippensis), il cervo delle Filippine (Rusa marianna), il ratto dalla coda pelosa del monte Hamiguitan (Batomys hamiguitan) e diverse specie di pipistrelli (Acerodon jubatus, Haplonycteris fischeri e Hipposideros obscurus).
Oltre 50 sono le specie di uccelli presenti, tra i quali meritano una menzione l'aquila delle Filippine (Pithecophaga jefferyi), uccello simbolo della nazione, il raro cacatua delle Filippine (Cacatua haematuropygia), il bucero di Mindanao (Penelopides affinis), il pellicano grigio (Pelecanus philippensis), la nettarinia di Hachisuka (Aethopyga primigenia) e il gufo reale di Mindanao (Otus gurneyi).
Tra i rettili si annoverano 14 specie di sauri e 5 specie di serpenti.